# SoftBank 923SH
SoftBank 923SH（ソフトバンク きゅうにさんエスエイチ）は、シャープが開発しソフトバンクモバイルが販売するW-CDMA通信方式の携帯電話端末。「AQUOSケータイ」の一機種。
2008年7月5日に発売。
2009年5月20日、店頭での販売を終了。

## 特徴
905SH、911SH、912SH、920SH、822SHに次ぐ通算6機種目、世代としては第5世代に当たるAQUOSケータイに位置づけられる2008年ソフトバンク夏モデルのフラッグシップモデルで、同年からソフトバンクが提供する「ダブルナンバー」や「着デコ」などの新サービスに対応する。6月3日に行われたソフトバンクの新機種発表会では隠し玉として最後に紹介された。
3.3インチという、AQUOSケータイとしてはこれまでで最大サイズのフルワイドVGAディスプレイを搭載。液晶パネルとディスプレイの保護パネルを密着させるリフレクトバリアパネルを採用し、NTSC比120％の高演色バックライトを搭載。1677万色表示、最大コントラスト2000：1を実現した。
ワンセグ機能も進化し、新たにHDDレコーダのように録画中に番組を戻せる「追っかけ再生」、15fpsの映像に補完処理を行い、30fpsの滑らかな表示で視聴可能な「なめらかフレーム補間」も備える。また、高機能化を遂げながらも約4時間45分の長時間視聴を実現している。
業界初、「Yahoo! JAPAN for AQUOS」と連携し、テレビ向けインターネットを簡単に操作可能。「Y!」ボタンを長押しすると専用アプリが起動し、テレビのリモコンで行うより少ない手順で、「Yahoo! JAPAN for AQUOS」のトップメニューにアクセスでき、さらにそのまま電話機をリモコンとして、さまざまなコンテンツを楽しめる。
ソフトバンクのシャープ製端末では904SH以降未搭載だったGPSが復活。また、au以外のAQUOSケータイとして初めてこれを搭載した。高精細なWVGAディスプレイとサイクロイドスタイルにより、地図を横長で快適に利用できるほか、新たに「地図」専用キーも用意。Yahoo!地図やNAVITIMEでいつでもワンタッチで現在位置が確認できる。「モーションコントロールセンサー」により、地図を常に自分の向いている方向にヘディングアップさせることが可能。ピクトに方位が表示されるのは、ソフトバンクモバイル社長・孫正義の考案である。また、このセンサーを利用して、921SHのように本体を振るだけであらかじめ設定した機能を起動できるほか、歩数計の機能も備えている。あらかじめ身長・体重・歩幅（歩幅は身長から算出可能）の身体情報を入力しておけば、歩数・歩行時間・エクササイズ・消費カロリー・移動距離・脂肪燃焼量が表示できる。
カメラ機能は、AQUOSケータイとして最高峰となるオートフォーカス対応5.2メガピクセルCMOSカメラを搭載。顔検出機能や手ブレ補正も備え、機能的にも進化した。画角が35ミリカメラ換算で29ミリ相当と広角で、広い範囲が写せる。
操作系にはドコモのSH906i・SH906iTV・SH706i・SH706iwに採用された、光学式センサーを用いるポインティングデバイス「光TOUCH CRUISER」を搭載し、PCサイトブラウザなどでより快適なカーソル操作が可能になった。また、ソフトウェアに921SHや922SHで採用された3Dインターフェイスを搭載。
辞書機能には、業界で初めてウィキペディアとの連携が可能になった「スマートリンク辞書」を搭載。専用のキーですぐにアクセスできる。内蔵辞書は明鏡モバイル国語辞典（約4万7,100語句）・ジーニアスモバイル英和辞典（約4万5,700語句）・ジーニアスモバイル和英辞典（約5万5,800語句）を採用。
FeliCaはソフトバンクのシャープ製端末としては初めてFaver 2.0対応の最新版となり、より多くのアプリが保存可能になると同時にFeliCa同士での通信にも対応。
従来までのシャープ製端末では終話キーと発話キーの位置がデファクトスタンダードと異なっていたが、本端末を含む2008年夏モデルからは改良されている。
メール関連では、ダブルナンバーの2アカウントのほか、PCメールとして3アカウントの利用ができ合計5つメールアドレスについて、送受信ができる。
インカメラ、ステレオスピーカー、光学ズーム、そしてドコモ向けで搭載している「ドルビーモバイル」は非搭載。

## 主な機能・サービス
- ミュージックプレイヤー
- Bluetooth
- 赤外線通信 (IrDA)（高速赤外線対応）
- フィーリングメール
- カスタムスクリーン
- バイリンガル
- QRコード読み取り・作成
- ドキュメントビューア（Microsoft Word (.doc)・Microsoft Excel (.xls)・Microsoft PowerPoint (.ppt)・PDFデータ (.pdf) のみ）

| 主な対応サービス                      | 主な対応サービス                                                            | 主な対応サービス                      |
| ------------------------------------- | --------------------------------------------------------------------------- | ------------------------------------- |
| S!一斉トーク                          | S!ともだち状況                                                              | Yahoo!mocoa                           |
| S!ループ                              | S!タウン                                                                    | S!速報ニュース （おためしコンテンツ） |
| S!情報チャンネル （3Gお天気アイコン） | S!FeliCa (Faver 2.0)                                                        | PCサイトブラウザ （RSS)               |
| 電子コミック （ワイド画面コミック）   | S!アプリ （メガアプリ、 モーションコントロールセンサー、 ワイド画面アプリ） | 着うたフル／着うた                    |
| デコレメール （マイ絵文字）           | S!電話帳バックアップ                                                        | PCメール(3アカウントまで)             |
| コンテンツおすすめメール              | TVコール                                                                    | 世界対応ケータイ (W-CDMA+GSM)         |
| S!GPSナビ                             | デルモジ表示 （アニメビュー）                                               | ワンセグ                              |
| 3Gハイスピード                        | S!おなじみ操作                                                              | ダブルナンバー                        |
| 着デコ                                | きせかえアレンジ （カスタムスクリーン）                                     | S!ミュージックコネクト                |
| 安心遠隔ロック                        |                                                                             |                                       |

## その他
シチズン製のBluetooth対応腕時計「i:virt M」を使うことにより、本機をカバンなどに入れたまま、腕時計で着信・メールの確認やカメラのシャッターをリモート操作することが可能。BluetoothはA2DP/AVRCP規格に対応している。

## 不具合
- 2008年9月5日 - サービス仕様変更の対応や「S!おなじみ操作」利用時の不具合